# Corvina (vino)
Il Corvina è un vino rosso IGT del Veneto prodotto nella Valpolicella in provincia di Verona da vitigni autoctoni di Corvina.

## Caratteristiche
Il Corvina ha un colore rosso rubino molto intenso, quasi tendente al violaceo. All'assaggio si presenta marcatamente acido, molto corposo anche se leggermente tannico.

Difficilmente viene usato da solo, venendo spesso, se non sempre, abbinato con altri vini come il Corvinone e la Rondinella, andando a formare preziosi vini DOC e DOCG come il Bardolino.